# ウグラ河畔の対峙
ウグラ河畔の対峙（ウグラかはんのたいじ）は、1480年にウグラ川のほとりで行われた、大オルダのアフマド・ハン軍とモスクワ大公国のイヴァン3世軍による対陣。アフマド・ハンがモスクワ軍を破ることを諦め、退却したことで終結した。
この対陣を経てロシアとモンゴルの関係が劇的に変化したわけではないが、ながらくロシアに対して軍事的優位にあったモンゴル軍が正面衝突を避けて退却したことから、ロシアの歴史観ではタタール人（＝モンゴル人）によるルーシ支配の終焉を象徴する事件と位置づけられている。

## 背景
15世紀後半、モスクワ大公国のイヴァン3世はヤロスラヴリ公国（〜1471年）、ロストフ公国（〜1474年）、ノヴゴロド公国（〜1478年）といった周辺の諸公国を征服してオカ川以北一帯を統一し、国家機構を整備して急速に勢力を拡大しつつあった。一方、ジョチ・ウルスではトクタミシュの敗亡後各地でノガイ・オルダやクリミア・ハン国など諸勢力が自立し、著しく統治権を縮小したジョチ・ウルス宗家は「大オルダ」と呼称されるようになった。
大オルダは西方で勢力を拡大していたヤギェウォ朝ポーランド・リトアニアのカジミェシュ4世と同盟を結び、これに対してモスクワはクリミア・ハン国と同盟することで大オルダに対抗した。1472年、大オルダのアフマド・ハンはリトアニア国境に近いアレクシンを焼き、オカ川を越えてモスクワ領を襲撃したが、ロシア人の抵抗にあって退却した。1479年末、イヴァン3世は兄弟であるウグリチ公アンドレイらの叛乱を受け、更に翌年初頭にはリヴォニア騎士団の侵攻があった。これらの事件とアフマド-カジミェシュ同盟は恐らく間接的に繋がっており、イヴァン3世の窮状につけ込む形でアフマド・ハンのモスクワ侵攻は始まった。
なお、『カザン史（カザンスカヤ・イストリア）』には1480年にアフマド・ハンが貢納を要求する使者をモスクワに派遣したが、イヴァン3世はアフマドの事を全く恐れず貢納を拒否し、ハンのバスマ（「肖像」を意味する単語だが、実際には「パイザ」の誤りではないかと考えられる）に唾を吐きかけて足蹴にしたという逸話を伝えている。ただし、『カザン史』はイヴァン3世を賛美する傾向のある史書であって、この逸話もそのまま史実とは考えられていないが、アフマドが貢納を要求する使者を派遣しイヴァン3世がこれを拒否したこと自体は事実ではないかとみられる。

## 経過
1480年5月下旬、アフマド・ハンの侵攻が迫っているという報せがモスクワに届いた。年代記によると、イワン・オシチェラやグリゴーリィ・マモンらは富の喪失を恐れて北ロシアに逃れることを主張したが、イヴァン3世の息子小イヴァンやロストフ主教ヴァシアンの説得によりイヴァン3世は出陣を決意したという。6月、イヴァン3世は軍隊をオカ川まで南下させ、息子の小イヴァンはセルプホフへ、弟のアンドレイはタルサへ、イヴァン3世自身はコロムナへとそれぞれ向かった。アフマド軍の偵察隊はすぐにオカの南側に現れた。ロシアの前哨基地からは、アフマド・ハンが北西に向かっているとの報告があり、ロシア軍はカルーガに向けて西に移動した。
9月30日頃、イヴァン3世はモスクワに戻って司教たちと会談し、弟たちとの対立を解消した。弟たちの軍隊はオカに向かって移動し始め、国庫と王室は北のベロオーゼロ（ベロゼルスク）に移され、いくつかの都市の住民は避難させられた。一方、アフマド・ハンはドン川上流とオカ川の間を北上し、時期は不明だがオカ川西岸のウグラ川とオカ川の分岐点のすぐ南にあるヴォロチンスクに宿営した。彼はここでカジミェシュ4世を待ったが、第一にポーランドから十分な援軍を得られなかったこと、第二にクリミア・ハン国の侵攻に気を取られたことにより、カジミェシュ4世はアフマドの援軍に現れなかった。10月3日、イヴァン3世は前線を監視するためにクレメンスコエに移動した。
10月6日から8日にかけてアフマド・ハンは軍団をウグラ川に移動させた。アフマド軍とイヴァン3世軍の戦闘は8日の午後1時に始まり、ほぼ4日間続いた。アフマド軍の川を渡ろうとする試みはすべて失敗したが、これは主にロシア軍の小火器によるもので、逆にアフマド軍の矢は川幅が広いため届かなかった。戦場はウグラ川の河口から西に向かって5kmに渡って広がっていた。アフマド・ハンはこれ以上の努力は無駄と覚り、リトアニア軍の合流を待つため2露里（2km）南のリトアニア領ルザ（Luza）に退却した。その後、密かに「オパホフ」と呼ばれる場所に兵を移動させようとしたが、その動きを察知されて渡河を阻止されてしまった。両者はそれから1ヶ月間、川の向こう側でお互いを監視し、これが膠着状態となった。
季節が変わり川が凍ってしまえば、アフマド・ハンが兵力を集中してモスクワ軍の防衛網を突破する際に、ウグラ川がもはや障壁にはならないことを両者は知っていた。イヴァン3世の最善の策は、撤退して兵力を集中させることだった。10月26日、イヴァン3世はウグラから北東のクレメンスコエへ、さらに東のボロフスクへと部隊を移動させ始めた。ここでは、モスクワを守るための優れた防御陣地があり、アフマド・ハンが前進を選んだ場合には、どの方向にも攻撃できるようになっていた。しかし、アフマド・ハンは前進することなく、11月7日に撤退を開始した。撤退の知らせがイヴァン3世に届いたのは11月11日であった。退却の途中、アフマド・ハンはムツェンスクを含むリトアニアの12の町を襲撃したが、これらの町はカジミェシュ4世に対して陰謀を企んでおり、その懲罰として襲撃を受けたのではないかと考えられている。彼の長男ムルタザーは、ロシア人に追い払われるまで、オカ川の南側の村々を襲撃した。11月28日、イヴァン3世はモスクワに戻った。

## アフマドからイヴァン3世に送られた書簡
ウグラ河畔からの撤退後、当初の目標を達成できなかったアフマド・ハンは体面を保つためイヴァン3世に書簡を送った。この書簡はロシア語訳されたものが記録されており、翻訳されたものとはいえタタール人（モンゴル人）自身の世界観が窺える貴重な史料としてジョチ・ウルス史研究者より注目されている。
この書簡の内容は大きく（1）アフマドのクリミア・ハン国侵攻、（2）40日以内の税の徴収と自らへの服属、（3）カシモフ・ハン国のダーニヤール廃位の要求、（4）ウグラ河畔の対峙について、に分かれる。なお、この書簡でアフマド・ハンがモスクワに要求した14万アルトゥン（＝約4200ルーブル）はかつてジョチ・ウルスが要求していた貢納額に比べるとはるかに少なく（例えば、トクタミシュは1382年に約8万5千ルーブルを徴収していた）、ジョチ・ウルス＝大オルダの威信低下が窺える。

## 影響
1481年1月6日、アフマド・ハンがリトアニアから多大な戦利品を得たことを知ったシビル・ハン国のイバク・ハンとノガイ族はこれを急襲し、油断していたアフマド・ハンはイバク・ハンの奇襲を受けて死亡した。アフマド・ハンの死後、大オルダは内紛とクリミア・ハン国との抗争によって弱体化し、1502年にクリミア・ハン国が首都サライを占領したことで滅亡した。大オルダの滅亡はそれまで友好関係にあったクリミアとモスクワの関係悪化を招き、1784年まで続く両国間の抗争を引き起こした。
ロシアにおいては、伝統的に「ウグラ河畔の対峙」はいわゆる「タタールのくびき」の終焉と見なされている。ただし、｢ウグラ河畔の対峙」によってモスクワと大オルダの関係が劇的に変化したわけではないため、現代の史家はこの事件をあくまでモンゴル人（タタール人）のロシア支配が弱体化し両者の関係が逆転する象徴的な事件の一つとして捉えている。
「ウグラ河畔の対峙」が最も直接的影響を与えたのは、むしろモスクワとリトアニアの関係であった。リトアニアと同盟を結んでいた大オルダが衰退したことにより、1480年から1515年にかけてモスクワはオカ川上流域（オカ川上流公国群）に進出し、領土を西方に大きく拡大することに成功した。